# La Caillère-Saint-Hilaire
Pour les articles homonymes, voir Saint-Hilaire.
La Caillère-Saint-Hilaire est une commune française située dans le département de la Vendée, en région Pays de la Loire.
Ses habitants sont les Caillerots.

## Géographie
Le territoire municipal de La Caillère-Saint-Hilaire s'étend sur 1 543 hectares. L'altitude moyenne de la commune est de 93 mètres, avec des niveaux fluctuant entre 49 et 137 mètres,.
| La Jaudonnière                      |                           | Bazoges-en-Pareds     |
| Saint-Juire-Champgillon             | La Caillère-Saint-Hilaire |                       |
| Saint-Martin-Lars-en-Sainte-Hermine | Saint-Laurent-de-la-Salle | Thouarsais-Bouildroux |

### Climat
Pour des articles plus généraux, voir Climat des Pays de la Loire et Climat de la Vendée.
En 2010, le climat de la commune est de type climat océanique altéré, selon une étude du CNRS s'appuyant sur une série de données couvrant la période 1971-2000. En 2020, Météo-France publie une typologie des climats de la France métropolitaine dans laquelle la commune est exposée à un climat océanique et est dans la région climatique  Bretagne orientale et méridionale, Pays nantais, Vendée, caractérisée par une faible pluviométrie en été et une bonne insolation. 
Pour la période 1971-2000, la température annuelle moyenne est de 11,9 °C, avec une amplitude thermique annuelle de 14,2 °C. Le cumul annuel moyen de précipitations est de 824 mm, avec 12,3 jours de précipitations en janvier et 6,7 jours en juillet. Pour la période 1991-2020, la température moyenne annuelle observée sur la station météorologique de Météo-France la plus proche, « Sainte Gemme la Plaine_sapc », sur la commune de Sainte-Gemme-la-Plaine à 21 km à vol d'oiseau, est de 13,0 °C et le cumul annuel moyen de précipitations est de 809,1 mm,. Pour l'avenir, les paramètres climatiques de la commune estimés pour 2050 selon différents scénarios d'émission de gaz à effet de serre sont consultables sur un site dédié publié par Météo-France en novembre 2022.

## Urbanisme

### Typologie
Au 1er janvier 2024, La Caillère-Saint-Hilaire est catégorisée commune rurale à habitat dispersé, selon la nouvelle grille communale de densité à sept niveaux définie par l'Insee en 2022.
Elle est située hors unité urbaine et hors attraction des villes,.

### Occupation des sols
L'occupation des sols de la commune, telle qu'elle ressort de la base de données européenne d’occupation biophysique des sols Corine Land Cover (CLC), est marquée par l'importance des territoires agricoles (74,2 % en 2018), une proportion sensiblement équivalente à celle de 1990 (74,9 %). La répartition détaillée en 2018 est la suivante : 
zones agricoles hétérogènes (41 %), terres arables (30,7 %), forêts (18,8 %), zones urbanisées (4,4 %), prairies (2,6 %), milieux à végétation arbustive et/ou herbacée (2,6 %). L'évolution de l’occupation des sols de la commune et de ses infrastructures peut être observée sur les différentes représentations cartographiques du territoire : la carte de Cassini (XVIIIe siècle), la carte d'état-major (1820-1866) et les cartes ou photos aériennes de l'IGN pour la période actuelle (1950 à aujourd'hui).

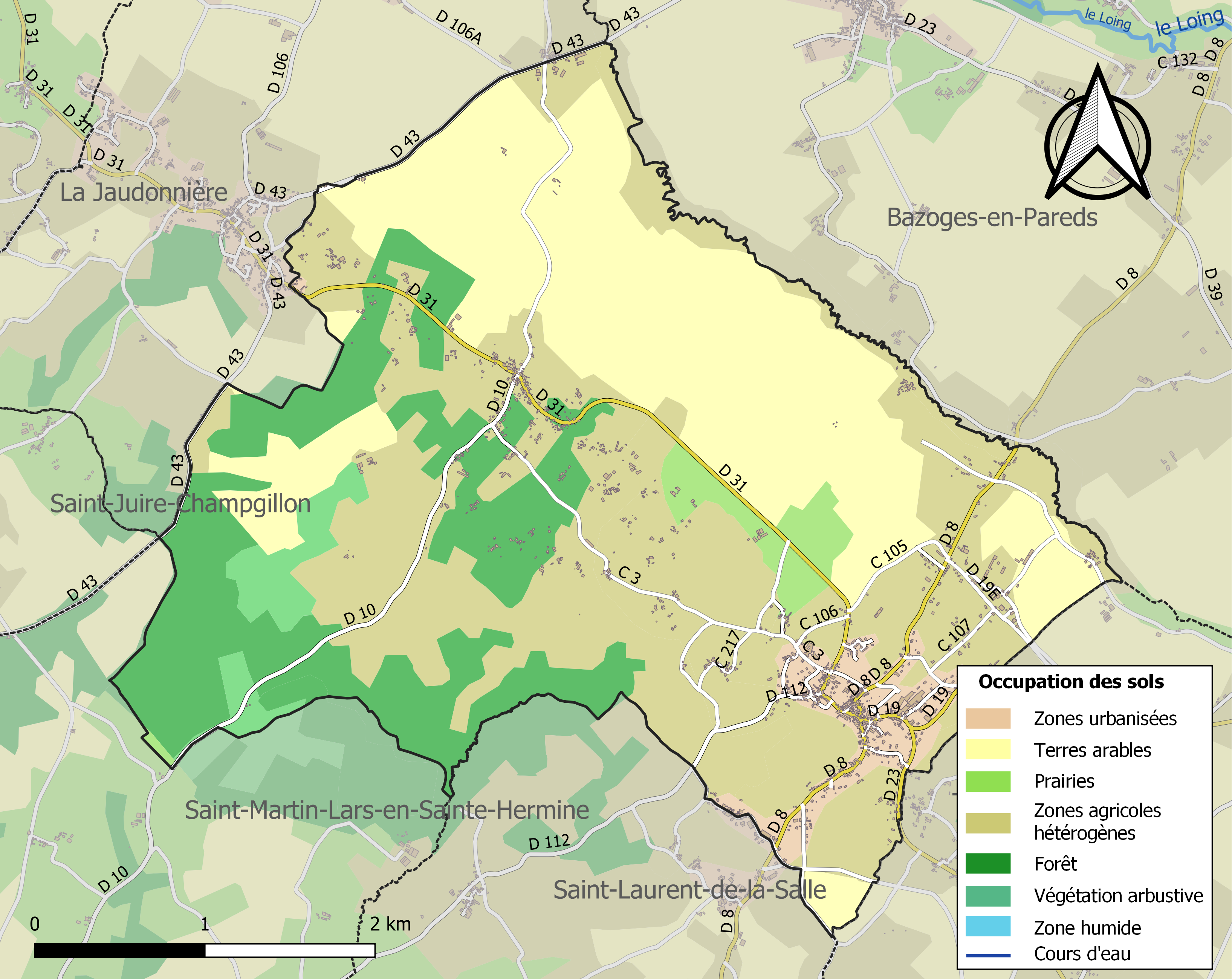
Carte des infrastructures et de l'occupation des sols de la commune en 2018 (CLC).

## Toponymie
En poitevin, le bourg de la Caillère est appelé la Callére et celui de Saint-Hilaire-du-Bois, Sént-Ilaere-dau-Boes.

## Histoire
La commune de La Caillère est habitée depuis le néolithique, comme l'atteste le dolmen de la pierre Couverte du Plessis, malheureusement détruit (cf. Inventaire des mégalithes de Vendée). En 1974, la commune, alors peuplée de 710 habitants, s'associe à celle voisine de Saint-Hilaire-du-Bois, peuplée au recensement de 1968, de 518 habitants ; cette dernière avait porté, durant la Révolution, le nom de La Courageuse.
Le 1er janvier 1975, la commune de Saint-Hilaire-du-Bois est rattachée sous le régime de la fusion-association à celle de La Caillère qui devient La Caillère-Saint-Hilaire.

## Héraldique
| Blason | Blasonnement : Écartelé : au premier, d'argent au sautoir de gueules ; au deuxième, de sinople à la tour d'or ; au troisième, d'or au cerisier de sinople, fruité de gueules, accosté de deux buissons d'épines aussi de sinople, le tout terrassé de sable ; au quatrième, d'azur aux six cailles d'or ordonnées 3, 2 et 1. |

## Politique et administration

### Liste des maires
| Période                                  | Période     | Identité           | Étiquette     | Qualité           |
| ---------------------------------------- | ----------- | ------------------ | ------------- | ----------------- |
|                                          | mars 2001   | Michel Bobineau    |               |                   |
| mars 2001                                | mars 2008   | Michel Souchet     |               |                   |
| mars 2008                                | 18 mai 2020 | Danielle Trigatti, | Divers gauche |                   |
| 18 mai 2020                              | En cours    | Maurice Puaud      |               | cadre en retraite |
| Les données manquantes sont à compléter. |             |                    |               |                   |

## Population et société

### Démographie

#### Évolution démographique
L'évolution du nombre d'habitants est connue à travers les recensements de la population effectués dans la commune depuis 1793. Pour les communes de moins de 10 000 habitants, une enquête de recensement portant sur toute la population est réalisée tous les cinq ans, les populations de référence des années intermédiaires étant quant à elles estimées par interpolation ou extrapolation. Pour la commune, le premier recensement exhaustif entrant dans le cadre du nouveau dispositif a été réalisé en 2006.

En 2022, la commune comptait 1 100 habitants, en évolution de −1,26 % par rapport à 2016 (Vendée : +5,33 %, France hors Mayotte : +2,11 %).
| 1793 | 1800 | 1806 | 1821 | 1831 | 1836 | 1841 | 1846 | 1851 |
| ---- | ---- | ---- | ---- | ---- | ---- | ---- | ---- | ---- |
| 500  | 258  | 455  | 523  | 539  | 572  | 583  | 605  | 632  |

| 1856 | 1861 | 1866 | 1872 | 1876 | 1881 | 1886 | 1891 | 1896 |
| ---- | ---- | ---- | ---- | ---- | ---- | ---- | ---- | ---- |
| 648  | 638  | 663  | 636  | 695  | 680  | 664  | 657  | 767  |

| 1901 | 1906 | 1911 | 1921 | 1926 | 1931 | 1936 | 1946 | 1954 |
| ---- | ---- | ---- | ---- | ---- | ---- | ---- | ---- | ---- |
| 686  | 710  | 717  | 650  | 671  | 698  | 643  | 648  | 647  |

| 1962 | 1968 | 1975  | 1982  | 1990  | 1999  | 2006  | 2011  | 2016  |
| ---- | ---- | ----- | ----- | ----- | ----- | ----- | ----- | ----- |
| 715  | 710  | 1 218 | 1 171 | 1 088 | 1 080 | 1 042 | 1 086 | 1 114 |

| 2021  | 2022  | - | - | - | - | - | - | - |
| ----- | ----- | - | - | - | - | - | - | - |
| 1 106 | 1 100 | - | - | - | - | - | - | - |

#### Pyramide des âges
La population de la commune est relativement âgée.
En 2018, le taux de personnes d'un âge inférieur à 30 ans s'élève à 25,4 %, soit en dessous de la moyenne départementale (31,6 %). À l'inverse, le taux de personnes d'âge supérieur à 60 ans est de 41,0 % la même année, alors qu'il est de 31,0 % au niveau départemental.
En 2018, la commune comptait 548 hommes pour 570 femmes, soit un taux de 50,98 % de femmes, légèrement inférieur au taux départemental (51,16 %).
Les pyramides des âges de la commune et du département s'établissent comme suit.
| Hommes | Classe d’âge | Femmes |
| ------ | ------------ | ------ |
| 2,4    | 90 ou +      | 5,3    |
| 12,9   | 75-89 ans    | 19,8   |
| 21,7   | 60-74 ans    | 20,0   |
| 20,4   | 45-59 ans    | 19,7   |
| 13,5   | 30-44 ans    | 13,5   |
| 10,8   | 15-29 ans    | 10,0   |
| 18,4   | 0-14 ans     | 11,7   |

| Hommes | Classe d’âge | Femmes |
| ------ | ------------ | ------ |
| 0,8    | 90 ou +      | 2,2    |
| 8,7    | 75-89 ans    | 11,1   |
| 20,3   | 60-74 ans    | 21,3   |
| 20     | 45-59 ans    | 19,4   |
| 17,5   | 30-44 ans    | 16,8   |
| 15     | 15-29 ans    | 13,2   |
| 17,7   | 0-14 ans     | 16,1   |

## Lieux et monuments
- Église Saint-Jean-l'Évangéliste de La Caillère ;
- Église Saint-Hilaire de Saint-Hilaire du Bois;
- Château de La Caillère. Alors propriété de Jean Rabasteau, Jeanne d'Arc y aurait séjourné en 1429 en se rendant à Poitiers[25].

## Personnalités liées à la commune
- Didier Pineau-Valencienne (1931-2024), président d'honneur de Schneider Electric possédait une propriété à Saint-Hilaire-du-Bois, sur laquelle il a fait construire une chapelle, ouverte au public, la chapelle Jean-Paul II le Bienheureux[26]. Décédè le 18 décembre 2024, Didier Pineau-Valencienne y sera inhumé le 27 décembre[27].
- Paul-Henri Tisseau (1894-1964), né à La Caillère-Saint-Hilaire ; il traduisit, avec sa fille Else-Marie Jacquet-Tisseau (1925-2003), les Œuvres complètes (20 volumes) du premier philosophe existentialiste, le Danois Søren Kierkegaard.